# Государственное образование (право)
Государственное образование — категория теории государства и права. 
Государственное образование, как и государство, имеет признаки государственности. Главное отличие государственного образования от государства заключается в несуверенном характере власти образования.
В случае субъектов федеративных государств или участников конфедераций под государственным образованием понимается, как правило, субъект федерации, или участник конфедерации.
Категоризация в качестве государственного образования может быть применена по отношению к территориям, не получившим формального международного признания, но реально обладающим многими признаками суверенных государств, в том числе и международной правосубъектностью.
Государственными образованиями являются также государства, по тем или иным причинам утратившие свой суверенитет или его часть.